# Leichtathletik-Halleneuropameisterschaften 2019/Teilnehmer (Litauen)
| Gelbes Symbol für Goldmedaillen mit stilisierten Olympischen Ringen | Graues Symbol für Silbermedaillen mit stilisierten Olympischen Ringen | Braundes Symbol für Bronzemedaillen mit stilisierten Olympischen Ringen |
| ------------------------------------------------------------------- | --------------------------------------------------------------------- | ----------------------------------------------------------------------- |
| —                                                                   | —                                                                     | 1                                                                       |

Aus Litauen starteten sieben Athletinnen und zwei Athleten bei den Leichtathletik-Halleneuropameisterschaften 2019 in Glasgow, die eine Bronzemedaille errangen und einen Landesrekord aufstellten.
Der litauische Leichtathletikverband Lietuvos lengvosios atletikos federacija (LLAF) veröffentlichte am 21. Februar die Namen der neun nominierten Sportler und Sportlerinnen, darunter waren fünf Debütanten.

## Ergebnisse

### Frauen

#### Laufdisziplinen
| Athletin             | Disziplin | Vorlauf     | Vorlauf | Halbfinale         | Halbfinale         | Finale             | Finale             |
| Athletin             | Disziplin | Zeit        | Platz   | Zeit               | Platz              | Zeit               | Platz              |
| -------------------- | --------- | ----------- | ------- | ------------------ | ------------------ | ------------------ | ------------------ |
| Akvilė Andriukaitytė | 60 m      | 7,54 s      | 38      | nicht qualifiziert | nicht qualifiziert | nicht qualifiziert | nicht qualifiziert |
| Agnė Šerkšnienė      | 400 m     | 53,14 s     | 14      | 52,33 s            | 2                  | 52,40 s            | 4                  |
| Eglė Balčiūnaitė     | 800 m     | 2:05,06 min | 13      | nicht qualifiziert | nicht qualifiziert | nicht qualifiziert | nicht qualifiziert |
| Natalija Piliušina   | 1500 m    | 4:20,98 min | 19      | –––                | –––                | nicht qualifiziert | nicht qualifiziert |

#### Sprung/Wurf
| Athletin              | Disziplin  | Qualifikation | Qualifikation | Finale             | Finale             |
| Athletin              | Disziplin  | Höhe/Weite    | Platz         | Höhe/Weite         | Platz              |
| --------------------- | ---------- | ------------- | ------------- | ------------------ | ------------------ |
| Airinė Palšytė        | Hochsprung | 1,93 m        | 3             | 1,97 m             | Bronze             |
| Dovilė Dzindzaletaitė | Dreisprung | NM            | –             | nicht qualifiziert | nicht qualifiziert |
| Diana Zagainova       | Dreisprung | 13,36 m       | 15            | nicht qualifiziert | nicht qualifiziert |

### Männer

#### Laufdisziplinen
| Athlet          | Disziplin | Vorlauf     | Vorlauf | Halbfinale | Halbfinale | Finale             | Finale             |
| Athlet          | Disziplin | Zeit        | Platz   | Zeit       | Platz      | Zeit               | Platz              |
| --------------- | --------- | ----------- | ------- | ---------- | ---------- | ------------------ | ------------------ |
| Simas Bertašius | 1500 m    | 3:49,90 min | 20      | –––        | –––        | nicht qualifiziert | nicht qualifiziert |

#### Sprung/Wurf
| Athlet             | Disziplin  | Qualifikation | Qualifikation | Finale             | Finale             |
| Athlet             | Disziplin  | Höhe          | Platz         | Höhe               | Platz              |
| ------------------ | ---------- | ------------- | ------------- | ------------------ | ------------------ |
| Adrijus Glebauskas | Hochsprung | 2,21 m        | 6             | nicht qualifiziert | nicht qualifiziert |